# Unciaal 083
Unciaal 083 (Gregory-Aland), ε 31 (von Soden), is een van de Bijbelse handschriften in de Griekse taal. Het dateert uit de 6e of 7e eeuw en is geschreven met uncialen op perkament.

## Beschrijving
Het bevat de tekst van Evangelie volgens Johannes (1,25-41; 2,9-4,14.34-49). De gehele codex bestaat uit 6 bladen (28 × 26 cm) en werd geschreven in twee kolommen per pagina, 25 regels per pagina.
Unciaal 0112 bevat de tekst van Marcus 14,29-45; 15,27-16,8.
Unciaal 0235 bevat de tekst van Marcus 13,12-14.16-19.21-24.26-28.
De codex is een representant van het Alexandrijnse tekst-type, Kurt Aland plaatste de codex in Categorie II.

## Geschiedenis
Het handschrift werd verzameld door Konstantin von Tischendorf, Agnes Smith Lewis, J. Rendel Harris, en David C. Parker.
Het handschrift bevindt zich in de Russische Nationale Bibliotheek (O. 149), in Sint-Petersburg en in de Katharinaklooster (Sinai Harris, 12, 4 ff.).